# شهرستان ویشنوولوتسکی
شهرستان ویشنوولوتسکی (به لاتین: Vyshnevolotsky District) یک شهرستان در روسیه است که در استان تور واقع شده‌است.